# Saguru Hakuba
(Saguru Hakuba)
Saguru Hakuba (白馬 探?, Hakuba Saguru) è un personaggio immaginario e uno dei personaggi principali della serie manga e anime Kaito Kid di Gōshō Aoyama, ed edita in Giappone dalla Shogakukan sulla rivista Shonen Sunday sin dal 1987. Compare anche in due casi dell'altro fumetto dello stesso autore, Detective Conan, e nel decimo film d'animazione tratto dal fumetto appena citato. Nell'adattamento italiano della serie Detective Conan il suo cognome viene pronunciato con l'accento sulla seconda sillaba mentre in quello del film viene erroneamente traslitterato Shirama. I kanji che formano il suo cognome significano "cavallo bianco".

## Biografia
Figlio unico del capo di tutta la polizia metropolitana di Tokyo, Saguru Hakuba ha solo sedici anni (diciassette nel corso della serie), ma è un detective famoso in tutto il Giappone per la sua abilità e ha già risolto numerosi casi, in particolare di omicidio.
Del suo aspetto fisico risaltano i capelli castano chiaro e gli occhi della stessa tonalità. Condivide inoltre per certi versi il carattere spavaldo degli altri personaggi maschili di giovane età creati da Gōshō Aoyama: Kaito Kid, Shinichi Kudo ed Heiji Hattori.
Tornato in patria dall'Inghilterra dopo una lunga permanenza di studio, si trasferisce al Liceo Ekoda di Kaito Kuroba e concentra i suoi sforzi nel dare la caccia al famoso ladro fantasma Kaito Kid. Negli special andati in onda dal 2010 al 2012, il suo obiettivo è invece catturare il misterioso assassino Spider. 
Ha uno zio, fratello minore di suo padre, che è il proprietario del Laboratorio Hakuba, un noto istituto di ricerche di Ekoda, che ha come insegna proprio l'animale nel suo cognome: un cavallo bianco retto sulle zampe posteriori.
Secondo la sua compagna di classe Keiko Momoi, Aoko Nakamori potrebbe sposarsi con lui, essendo il figlio del questore che è piuttosto influente: il padre di Aoko, che è un suo sottoposto, non saprebbe dirgli di no. Nel capitolo Quella strega di Akako contenuto nel terzo volume, Saguru nota Akako Koizumi, chiedendosi come abbia fatto a non notare che nella sua classe c'è una ragazza tanto affascinante come lei.
Il suo slogan in Magic Kaito 1412 è "Tutto quanto è alla luce del sole", mentre nel manga pone semplicemente come domanda la motivazione del colpevole per l'esecuzione del suo crimine. 

## Kaito Kid
Nel manga Kaito Kid, insieme a suo padre, compie la sua prima apparizione nel terzo volume. Dopo aver fallito una prima volta nella cattura di Kaito Kid, si trasferisce nella classe di Kaito e Aoko, Nel capitolo Quella strega di Akako, Saguru sospetta che Kid sia il compagno di classe Kaito, dopo aver analizzato un capello perso dal ladro sul luogo di un furto e aver confrontato i risultati con i dati raccolti su Kid; Kaito si salverà grazie all'intervento di Akako, che impersona Kaito Kid mentre Kaito è con Saguru. Ciò nonostante, continuerà a sospettare che egli e il ladro siano la stessa persona. 
Nel quarto volume, Saguru compare nuovamente, ma con ruoli più marginali. Nella prima occasione si limita a fornire a Kaito informazioni sul ladro francese Chat Noir, mentre nel secondo caso partecipa attivamente alle indagini, arrivando però in ritardo per la cattura del ladro suo nemico.
Compare in cinque special e nell'anime Magic Kaito 1412, tratti  da questo manga. 

## Detective Conan
Saguru non si limita al ruolo di personaggio di primo piano in Kaito Kid, ma appare anche in due occasioni in Detective Conan. Nel primo caso a cui partecipa al raduno dei più grandi detective nella Villa del Crepuscolo, un tempo appartenuta a Renya Karasuma; compare anche il suo avversario Kaito Kid, sebbene non ci interagisca direttamente. Nel secondo, partecipa ad una sfida fra detective con Conan Edogawa ed Heiji Hattori. Compare infine nel decimo film, ma poi si scopre che era in realtà solo Kaito Kid travestito.
Compare anche nel manga comico e nel suo corrispondente adattamento anime Detective Conan: The Culprit Hanzawa, spin-off parodistico non canonico di Detective Conan.